# Aniano de Alejandría (monje)
El monje Aniano de Alexandria, casi siempre designado con Annianus o con su nombre griego Annianos (Ἀννιανος), a no confundir con el segundo obispo Aniano de Alejandría (alrededor del año 70), vivió en Alejandría en tiempo del obispo Teófilo de Alejandría (alrededor del año 400). Fue el primer computista importante después de Anatolio de Laodicea, que había inventado la primera versión del ciclo lunar metónico de 19 años (no debe confundirse con el ciclo metónico, del que este ciclo lunar es una aplicación en el calendario alejandrino y en el calendario juliano).

## Trayectoria
Todo el trabajo de Annianos se perdió. Sin embargo, su tabla pascual es conocido. Contiene un ciclo pascual de 532 años basado en un ciclo lunar metónico de 19 años; el primero año de calendario de esta tabla pascual es el año AD 360/361 del calendario alejandríno. Concluimos que Annianos fue el primero que comprendió que si aplicamos la regla alejandrína "domingo pascual es el primero domingo después de la luna llena pascual" a las fechas de un ciclo lunar metónico de 19 años (que por definición consiste en fechas de la luna llena pascual), la secuencia de fechas de domingo pascual así obtenida es un ciclo pascual con periodo de 532 años, siendo el producto del periodo del ciclo lunar metónico de 19 años y el periodo del ciclo solar de 28 años. Alrededor del año 425 el obispo Cirilo de Alejandría adoptó la versión del ciclo lunar metónico de 19 años elegido por Annianus para servir como base para su tabla pascual de 114 años. Es el equivalente juliano de este ciclo lunar al presente llamado el ciclo lunar alejandríno clásico de 19 años que formaría la base de la tabla pascual de Dionisio el Exiguo (alrededor del año 525) y la de la tabla de Pasqua de Beda (alrededor del año 725).
Annianos escribió una crónica mundial, en imitación de Eusebio de Cesarea y en reacción de la de su contemporáneo Panodoro de Alejandría. Es sobre la base de su ciclo pascual de 532 años que Annianos estableció su famoso sistema cronológico, que llegaría a ser la cronología preferida de la iglesia bizantina hasta el noveno siglo; los pormenores de este sistema puede inferirse del trabajo del cronista bizantino Georgios Synkellos (Γεώργιος Σύνκελλος, más conocido como Georgius Syncellus, vivió en alrededor del año 800).